# Островское общество
Островское общество — сельское общество в составе Коловской волости Пудожского уезда Олонецкой губернии

## Состав[1]
| № | Населённый пункт       | Расстояние до волостного правления в верстах | Всего жителей (1873) | Всего жителей (1905) |
| - | ---------------------- | -------------------------------------------- | -------------------- | -------------------- |
| 1 | Старосиговская         | 4,5                                          | 91                   | 135                  |
| 2 | Новосиговская          | 4                                            | 82                   | 115                  |
| 3 | Кошуковская            | 6                                            | 63                   | 103                  |
| 4 | Киковская              | 7                                            | 51                   | 62                   |
| 5 | Софроновская (Кулгала) | 6                                            | 111                  | 96                   |
| 6 | Федотовская (Кулгала)  | 6                                            | -                    | 40                   |
| 7 | Гладкинская            | 16                                           | 42                   | 90                   |
| 8 | Островская             | 17                                           | 214                  | 127                  |
| 9 | Остров-заречье         | 17                                           | -                    | 201                  |

В деревне Киковская по состоянию на 1905 год находилась школа.
Всё население по состоянию на 1905 год — 969 человек, на 1873 — 654.
В настоящее время территория общества относится к Пудожскому району Республики Карелия.